# Puerto Ángel
Puerto Ángel ist ein Küstenort mit ca. 3.000 Einwohnern in der Gemeinde (municipio) San Pedro Pochutla im Bundesstaat Oaxaca im Süden Mexikos. Zusammen mit dem benachbarten Badeort Mascota und der Region Soconusco im Bundesstaat Chiapas ist es einer der südlichsten Orte Mexikos.

## Geographie und Klima
Der Badeort Puerto Ángel liegt in ca. 10 bis 100 m Höhe an der Pazifikküste des Bundesstaats Oaxaca. Die Kleinstadt San Pedro Pochutla liegt nur ca. 15 km (Fahrtstrecke) nördlich; die Stadt Oaxaca de Juárez ist gut 255 km in nördlicher Richtung entfernt. Das Klima ist tropisch warm; Regen (ca. 725 mm/Jahr) fällt hauptsächlich in den Sommermonaten.

## Bevölkerungsentwicklung
| Jahr      | 2000  | 2020  |
| Einwohner | 2.473 | 2.991 |

Ein Großteil der Einwohner stammt aus den Dörfern der Umgebung; man spricht neben spanisch vereinzelt auch noch mixtekische oder Nahuatl-Dialekte. Mit Touristen spricht man meist Englisch etc.

## Wirtschaft und Geschichte
Puerto Ángel war bis ins 19. Jahrhundert hinein ein kleines Fischerdorf. Von etwa 1855 bis 1870 erlangte der Hafen des Ortes große Bedeutung für die Verschiffung von Kaffee aus Chiapas entlang der Pazifikküste; nach dem Bau einer von Salina Cruz ausgehenden Eisenbahnlinie zum Atlantik und ins mexikanische Hochland in den 1880er Jahren fiel der Ort in Vergessenheit. Seit den 1960er Jahren wurden die teils idyllischen Pazifikstrände von Individualtouristen wiederentdeckt. Heute bestimmen kleinere Pensionen, Restaurants etc. das Ortsbild; viele Menschen arbeiten im Tourismussektor, doch es gibt immer noch einige Fischer.

## Sehenswürdigkeiten
Die Strände von Puerto Ángel und seiner Umgebung gehören zu den schönsten ganz Mexikos.